# Liste der Stolpersteine in Hoeksche Waard

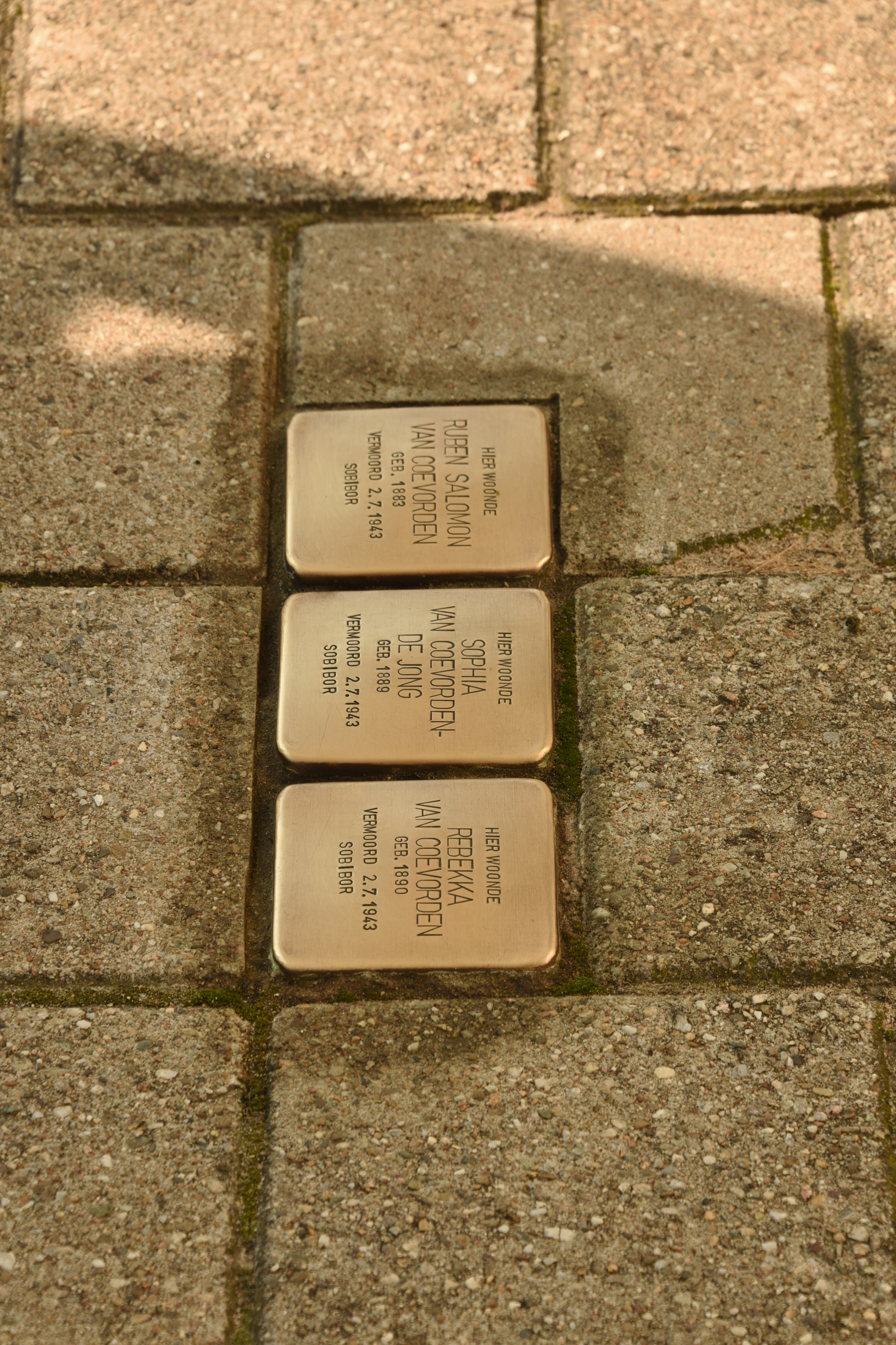
Stolpersteine in Strijen

Die Liste der Stolpersteine in Hoeksche Waard umfasst die Stolpersteine, die vom deutschen Künstler Gunter Demnig in der Gemeinde Hoeksche Waard verlegt wurden, gelegen in der niederländischen Provinz Zuid-Holland. Stolpersteine sind Opfern des Nationalsozialismus gewidmet, all jenen, die vom NS-Regime drangsaliert, deportiert, ermordet, in die Emigration oder in den Suizid getrieben wurden. Demnig verlegt für jedes Opfer einen eigenen Stein, im Regelfall vor dem letzten selbst gewählten Wohnsitz.

## Verlegte Stolpersteine
In der Gemeinde Hoeksche Waard wurden bisher 18 Stolpersteine verlegt: drei in Numansdorp und 15 in Strijen.

### Numansdorp
| Stolperstein | Übersetzung                                                                                          | Verlegort                    | Name, Leben       |
| ------------ | --- | ---------------------------- | ----------------- |
|              | HIER WOHNTE NARDES MORISCO GEB. 1880 DEPORTIERT 1942 AUS WESTERBORK ERMORDET 13.11.1942 AUSCHWITZ    | Numansdorp, Rijksstraatweg 4 | Nardes Morisco    |
|              | HIER WOHNTE ANTJE ZWARENSTEIN GEB. 1872 DEPORTIERT 1942 AUS WESTERBORK ERMORDET 13.11.1942 AUSCHWITZ | Numansdorp, Voorstraat 28    | Antje Zwarenstein |
|              | HIER WOHNTE JACOB ZWARENSTEIN GEB. 1877 DEPORTIERT 1942 AUS WESTERBORK ERMORDET 13.11.1942 AUSCHWITZ | Numansdorp, Voorstraat 28    | Jacob Zwarenstein |

### Strijen
| Stolperstein | Übersetzung                                                                          | Verlegort               | Name, Leben                        |
| ------------ | ------------------------------------------------------------------------------------ | ----------------------- | ---------------------------------- |
|              | HIER WOHNTE REBEKKA VAN COEVORDEN GEB. 1890 ERMORDET 2.7.1943 SOBIBOR                | Strijen, Kerkstraat 62  | Rebekka van Coevorden              |
|              | HIER WOHNTE RUBEN SALOMON VAN COEVORDEN GEB. 1883 ERMORDET 2.7.1943 SOBIBOR          | Strijen, Kerkstraat 62  | Ruben Salomon van Coevorden        |
|              | HIER WOHNTE SOPHIA VAN COEVORDEN- DE JONG GEB. 1889 ERMORDET 2.7.1943 SOBIBOR        | Strijen, Kerkstraat 62  | Sophia van Coevorden-de Jong       |
|              | HIER WOHNTE SOPHIE KLEINKRAMER GEB. 1897 ERMORDET 26.2.1943 AUSCHWITZ                | Strijen, Molenstraat 32 | Sophie Kleinkramer                 |
|              | HIER WOHNTE ELEONORA KLEINKRAMER- KLEINKRAMER GEB. 1868 ERMORDET 26.2.1943 AUSCHWITZ | Strijen, Molenstraat 32 | Eleonora Kleinkramer-Kleinkramer   |
|              | HIER WOHNTE BERTHA ZWARENSTEIN GEB. 1911 ERMORDET 30.9.1942 AUSCHWITZ                | Strijen, Kerkstraat 35  | Bertha Zwarenstein                 |
|              | HIER WOHNTE CORNELIA ZWARENSTEIN GEB. 1890 ERMORDET 13.11.1942 AUSCHWITZ             | Strijen, Kerkstraat 35  | Cornelia Zwarenstein, geboren 1890 |
|              | HIER WOHNTE CORNELIA ZWARENSTEIN GEB. 1915 ERMORDET 30.9.1942 AUSCHWITZ              | Strijen, Kerkstraat 37  | Cornelia Zwarenstein, geboren 1915 |
|              | HIER WOHNTE EVA ZWARENSTEIN GEB. 1876 ERMORDET 13.11.1942 AUSCHWITZ                  | Strijen, Kerkstraat 37  | Eva Zwarenstein                    |
|              | HIER WOHNTE KAATJE ZWARENSTEIN GEB. 1873 ERMORDET 13.11.1942 AUSCHWITZ               | Strijen, Kerkstraat 37  | Kaatje Zwarenstein                 |
|              | HIER WOHNTE MIJNTJE ZWARENSTEIN GEB. 1873 ERMORDET 13.11.1942 AUSCHWITZ              | Strijen, Kerkstraat 10  | Mijntje Zwarenstein                |
|              | HIER WOHNTE PINAS ZWARENSTEIN GEB. 1870 ERMORDET 13.11.1942 AUSCHWITZ                | Strijen, Kerkstraat 35  | Pinas Zwarenstein                  |
|              | HIER WOHNTE SIENTJE ZWARENSTEIN GEB. 1875 ERMORDET 13.11.1942 AUSCHWITZ              | Strijen, Kerkstraat 10  | Sientje Zwarenstein, geboren 1875  |
|              | HIER WOHNTE SIENTJE ZWARENSTEIN GEB. 1879 ERMORDET 13.11.1942 AUSCHWITZ              | Strijen, Kerkstraat 37  | Sientje Zwarenstein, geboren 1879  |
|              | HIER WOONDE KAATJE ZWARENSTEIN- ZWARENSTEIN GEB. 1876 VERMOORD 13.11.1942 AUSCHWITZ  | Strijen, Kerkstraat 35  | Kaatje Zwarenstein-Zwarenstein     |

## Verlegedaten
Die Stolpersteine wurden an folgenden Tagen vom Künstler Gunter Demnig persönlich verlegt:
- 21. Februar 2016: Numansdorp[1]
- 6. Februar 2017: Strijen